# 深谷幸治
深谷 幸治（ふかや こうじ、1962年 - ）は、日本の日本史学者、帝京大学文学部史学科教授。専門分野は日本中近世地域社会史、村落史・地域寺社史。

## 経歴
- 1986年　早稲田大学教育学部地理歴史専修　卒業
- 1988年　東京都立大学大学院人文科学研究科修士課程　修了　文学修士
- 1996年　同博士課程　単位取得退学
- 1996年　日本学術振興会特別研究員（PD）
- 1999年　日本放送協会学園（NHK学園）講師
- 2003年　中央大学大学院文学研究科博士学位申請論文提出　博士（史学）
- 2007年　帝京大学文学部史学科専任講師
- 2009年　同准教授
- 2015年　同教授

## 人物
- 通常の講義・演習等以外に、勉強会を独自に計画・担当し、有志学生の指導に当たっている。
- 2012年度より開設された、大学院日本史・文化財学研究科の設立準備委員として活動し、開設後は大学院修士・博士両課程の授業を担当している。
- 現在、学科内で教務委員長を務めている。

## 著書

### 単著
- 『戦国織豊期の在地支配と村落』（2003年、校倉書房）
- 『織田信長と戦国の村　天下統一のための近江支配』（2017年、吉川弘文館）

### 共著
- 『上福岡市史資料編　第二巻』（1997年、上福岡市）
- 『上福岡市史通史編　上巻』（2000年、上福岡市）
- 『シリーズ・中世西国武士の研究3　近江六角氏』（2015年、戎光祥出版）
- 『大学でまなぶ日本の歴史』木村茂光,戸部良一,小山俊樹共編著（2016年、吉川弘文館）